# Provincia di Dong Thap
Dong Thap (vietnamita: Đồng Tháp) è una provincia del Vietnam, della regione del Delta del Mekong. Occupa una superficie di 3.375,4 km² e ha una popolazione di 1.682.700 abitanti. 
La capitale provinciale è Cao Lãnh e Sa Dec. 

## Distretti
Di questa provincia fanno parte i distretti:
- Cao Lãnh
- Châu Thành
- Hồng Ngự
- Lai Vung
- Lấp Vò
- Tân Hồng
- Tam Nông
- Thanh Bình
- Tháp Mười

Dal punto di vista amministrativo, ad essi vanno aggiunti una città-provincia (Cao Lãnh), due città (Sa Dec) e Hồng Ngự.